# Хрусталёв, машину!
«Хрусталёв, маши́ну!» (фр. Khroustaliov, ma voiture!) — художественный фильм режиссёра Алексея Германа о последних днях сталинского времени, снятый им в 1990-х гг. по сценарию, написанному вместе с женой Светланой Кармалитой. Фильм, ставший для Германа во многом итоговым, примечателен усложнённым модернистским киноязыком, который может оказаться непроницаемым даже для подготовленного зрителя:
глазу не охватить такое множество планов, привычно сосредоточившись лишь на переднем; ухо не улавливает многоголосый хор.Пётр Вайль

## Сюжет
Аномально морозный февраль 1953 года. Действие начинается в день, когда Сталина разбил паралич. Фабула закольцована: в первой сцене показан арест истопника Феди Арамышева, который выйдет на свободу в конце фильма.
В первой части на фоне «дела врачей» сочными, босховско-брейгелевскими красками нарисована эксцентричная картина жизни в доме генерала медицинской службы Юрия Клёнского. Хотя генерал пьёт коньяк чайными стаканами, он не может не чувствовать опасности, особенно после того, как встречает в госпитале собственного двойника. Так как двойники использовались госбезопасностью в показательных процессах, Клёнский понимает, что именно он назначен следующей мишенью по «делу врачей».
Когда в его доме появляется иностранец с известием о якобы живущей за рубежом родственнице, генерал, подозревая в нём провокатора, спускает его с лестницы. Однако местный стукач успевает доложить о контактах высокопоставленного доктора с иностранцами, и прямо в госпитале на него устраивают облаву. Предугадав это развитие событий, Клёнский уходит из дома и после ночи, проведённой у любовницы, пытается бежать из Москвы «в народ».
Вторая часть посвящена лагерному опыту генерала. Его семью выселяют в переполненную коммуналку, а самого Клёнского после задержания бросают на расправу банде зэков, которая подвергает его сексуальному насилию. 
Чудесным образом его освобождают и срочно доставляют к постели безнадёжного больного, в котором не сразу можно признать Сталина. 
После того, как тот умирает, Берия милостиво освобождает Клёнского[уточнить] и произносит первую фразу послесталинской России: «Хрусталёв, машину!» (Иван Васильевич Хрусталёв — сотрудник органов госбезопасности, дежуривший на даче Сталина в день, когда тот скончался).
Вместо возвращения к семье генерал осуществляет свою мечту «уйти в народ» и затеряться на бескрайних просторах страны. 
В конце фильма он показан счастливым комендантом поезда, на спор удерживающим на своей бритой голове стакан портвейна.

## В ролях
| Актёр                | Роль                                          |
| -------------------- | --------------------------------------------- |
| Юрий Цурило          | генерал Юрий Георгиевич Клёнский              |
| Нина Русланова       | жена генерала                                 |
| Юри Ярвет-мл.        | финский репортёр                              |
| Михаил Дементьев     | сын генерала                                  |
| Александр Баширов    | Федя Арамышев                                 |
| Наталия Львова       |                                               |
| Иван Мацкевич        | двойник генерала                              |
| Паулина Мясникова    | мать генерала, бабушка                        |
| Виктор Михайлов      | шофёр генерала                                |
| Нийоле Нармонтайте   | Соня                                          |
| Ольга Самошина       | влюблённая учительница                        |
| Генриетта Яновская   | сестра генерала                               |
| Евгений Важенин      | гэбист в штатском                             |
| Алексей Жарков       | чиновник МВД                                  |
| Александр Лыков      | зэк-шофёр                                     |
| Юрий Нифонтов        | Толик                                         |
| Константин Воробьёв  | охранник генерала в клинике                   |
| Даниил Белых         | в эпизоде                                     |
| Виктор Степанов      | Терентий Фомич нет в титрах                   |
| Владимир Мащенко     | начальник ГПУ нет в титрах                    |
| Валерий Филонов      | гэбист «Побужинский» нет в титрах             |
| Николай Дик          | следователь нет в титрах                      |
| Сергей Дьячков       | курсант нет в титрах                          |
| Сергей Русскин       | гэбэшник нет в титрах                         |
| Сергей Ланбамин      | младший лейтенант нет в титрах                |
| Дмитрий Пригов       | анестезиолог генерала в клинике нет в титрах  |
| Константин Хабенский | оркестрант с бенгальскими огнями нет в титрах |
| Михаил Трухин        | дирижёр нет в титрах                          |
| Геннадий Четвериков  | пахан нет в титрах                            |
| Анатолий Шведерский  | врач генерала в клинике нет в титрах          |
| Евгений Филатов      | врач генерала в клинике нет в титрах          |
| Али Мисиров          | Сталин                                        |
| Мулид Макоев         | Берия                                         |
| Юрий Ашихмин         | зэк-насильник нет в титрах                    |

## Съёмочная группа
- авторы сценария: Алексей Герман, Светлана Кармалита
- режиссёр: Алексей Герман
- оператор-постановщик: Владимир Ильин
- композитор: Андрей Петров
- художник-постановщик: Владимир Светозаров
- постановщик трюков: Сергей Воробьев, Сергей Головкин
- продюсеры: Армен Медведев, Александр Голутва

## Работа над фильмом

Алексей Герман ст. — режиссёр картины

По первоначальному сценарию, который Герман начал писать в конце 1980-х годов, главную роль в картине должен был исполнить Сергей Довлатов. Отправной точкой для создания сценария послужило детское воспоминание Германа о том, как его отец спустил с лестницы шведского журналиста, приняв его за провокатора. Дом Клёнского (в сценарии Глинского) по сути воспроизводит квартиру, в которой прошло детство режиссёра, со множеством чудаковатых обитателей (включая живущих в платяном шкафу дочерей репрессированного «врага народа»). А. Ю. Герман передаёт сценарный замысел следующим образом:

Дело происходит, когда умирает Сталин и никто об этом ещё не знает. Русский генерал. Огромный, красивый, который считает, что всё это его не касается — то, что происходит в стране. Все занимаются евреями, а его — пронесёт. И вот его судьба. Достаточно драматичная и любопытная. Ещё там есть иностранец, который приехал, чтоб всем сделать хорошо, а сделал плохо. Есть мальчик, который вроде бы я сам, и чуть-чуть моя семья. Сталин и Берия тоже там существуют, но через призму этого генерала. И так плетутся три линии: генерал, иностранец, мальчик… Мальчик достаточно дрянной. Я, например, никогда не доносил на собственного отца, а в фильме мальчик пытается это сделать.— А. Ю. Герман
Открывающая сцена фильма снята на Новой Басманной улице, рядом с домом Стахеева. Сцена с умирающим Сталиным снималась на Ближней даче, где прошли последние дни жизни «вождя народов». Название фильма — реальная фраза Берии, которую тот произнёс, уезжая с кунцевской дачи после смерти Сталина. Иван Васильевич Хрусталёв — сотрудник органов госбезопасности, дежуривший на даче Сталина в день, когда тот скончался. На экране он не появляется.
Из-за перебоев с финансированием (американские спонсоры потребовали, чтобы Сталина сыграл американский актёр, и после несогласия Германа отказались от своего участия) фильм снимался целых семь лет и был очень ожидаем. «Мы несколько раз надолго останавливались, группа расходилась, её приходилось собирать; актёры разучивались играть в нашей манере, нужно было учить заново», — вспоминает Герман. Средства на создание русскоязычных копий предоставил «новый русский по имени Серёжа», который отказался назвать режиссёру свою фамилию. Часть финансирования поступила из Франции, часть удалось гарантировать благодаря содействию чиновников мэрии Санкт-Петербурга.
В телеверсиях фильма часть реплик можно разобрать с большим трудом. Герман объясняет это собственным не всегда удачным экспериментированием с многослойным фоновым звуком. По его словам, все реплики можно разобрать в оригинальной киноверсии фильма.

## Противоречивый приём
Фильм участвовал в основной конкурсной программе Каннского кинофестиваля (1998), но был не понят зрителями и практически освистан. Многие покинули зал, показ «просто шёл под хлопание кресел». Тем не менее Джим Хоберман, например, назвал его одним из великих фильмов десятилетия. Кинопоказ в Японии прошёл с триумфом. Ведущие французские киноиздания впоследствии принесли режиссёру свои извинения за разнос, устроенный фильму после его показа в Канне.
Российские кинокритики восприняли ленту куда более однозначно. Например, Андрей Плахов предрекал, что «Хрусталёв»: 

…займёт своё место в истории кинематографа как самый личный и самый жёсткий фильм выдающегося режиссёра.
Режиссёр Сергей Лозница назвал фильм Германа самым серьёзным в новейшем российском кинематографе:

Это самая мощная, важная рефлексия, это интеллектуальное, художественное событие.
Пётр Вайль после просмотра картины написал: 

Это было редчайшее столкновение с чем-то, что масштабами превосходит твоё представление даже не о кино, а о возможностях всякого искусства вообще. Наваждение — то, что охватывает зрителя. Сновидческая природа кино, быть может, нигде ещё не проступала с такой отчаянной и наглядной выразительностью. В «Хрусталёва» погружаешься без остатка.
В 1999 году фильм был награждён премиями «Ника» в следующих номинациях: «лучший фильм», «лучший режиссёр», «лучшая музыка», «лучшая работа оператора», «лучшая работа художника-костюмера», «лучшая работа художника-постановщика». Сам режиссёр отреагировал на вызванные фильмом споры философски: 

Пройдёт шок от другого киноязыка и станет понятно, что это трагикомедия про нашу жизнь: так, как писал Гоголь, как пишет Беккет.

## Проблематика
Алексей Герман говорит, что в фильме «Хрусталёв, машину!» стремился проследить истоки проблем России как «изнасилованной, опущенной страны», которая «всегда всем всё прощает». По его словам, это не столько фильм об атмосфере 1953 года, сколько

…наше представление о России, о том, что это такое, почему мы такие несчастные… Мы за миллионы убитых [в годы сталинского террора] просто сказали: «Ну ладно, ну нехорошо, забудем».
Кинокритик Михаил Трофименков обнаружил сходство между самодурами Клёнским и Сталиным — их беззащитность перед лицом судьбы. Он также отмечает зыбкость границы между гиперреализмом (мельчайшее восприятие деталей материального быта послевоенного времени, «бытовизм») и фантасмагорией в фильме Германа:

В апокалиптической атмосфере «дела врачей» медленно, но верно спивается колосс-генерал медицинской службы, директор госпиталя нейрохирургии. Происходящее вокруг настолько иррационально, что иногда кажется: все события фильма — его белогорячечная фантазия, подобно тому как вся «современная» часть «Однажды в Америке» — опийные грёзы героя Де Ниро. Натурализм перерастает в сюрреализм.
Антон Долин обращает внимание на то, что

…в художественном мире Германа трудно уловить грань, отделяющую не только реальность от сновиде́ния, но и нечто наполненное глубоким смыслом от случайного. Благодаря непроговорённости сюжетных поворотов и отказу режиссёра от традиционного киноязыка с перебивочными крупными планами словно бы сама история поднимается перед глазами зрителя как неукротимая, ужасающая сила.